# Willem Carel Snouckaert van Schauburg
Willem Carel (des H.R.Rijksridder) Snouckaert van Schauburg, heer van Overhage, heer van Duckenburg (Kasteel Heeze, 5 augustus 1717 - Kasteel Duckenburg, Nijmegen 20 mei 1790), was een zoon van Albert Carel Snouckaert van Schauburg.
Hij huwde eerst in januari 1748 met Susanna Catharina Bouwens van Horssen; vervolgens op 25 juli 1762 met Wilhelmina Jeanne barones van Randwijck. Uit dit huwelijk stammen de beide takken der latere baronnen Snouckaert. Zij kregen drie kinderen:
1. Albert Carel Snouckaert van Schauburg (1763-1841)
2. Godert Theodoor Adriaan Snouckaert van Schauburg (1773-1832)
3. Reyndert Snouckaert van Schauburg (1776-1849)

Hij was luitenant-generaal in Staatse dienst, en kamerjonker van de markgraaf van Brandenburg-Anspach.
In 1753 kocht hij het landgoed Overhage te Cuijk. Op dat moment was dat goed in verwaarloosde staat, hij spendeerde de volgende vijftien jaar om dat te herstellen en te verfraaien. In 1767 werd hij eigenaar door aankoop van het vermaarde kasteel Duckenburg bij Nijmegen, en verkocht hij het buiten Overhage aan Laurens Spengler, commandeur bij de Admiraliteit van Amsterdam.
- Biografisch Portaal: 26709500